# Serial digital interface

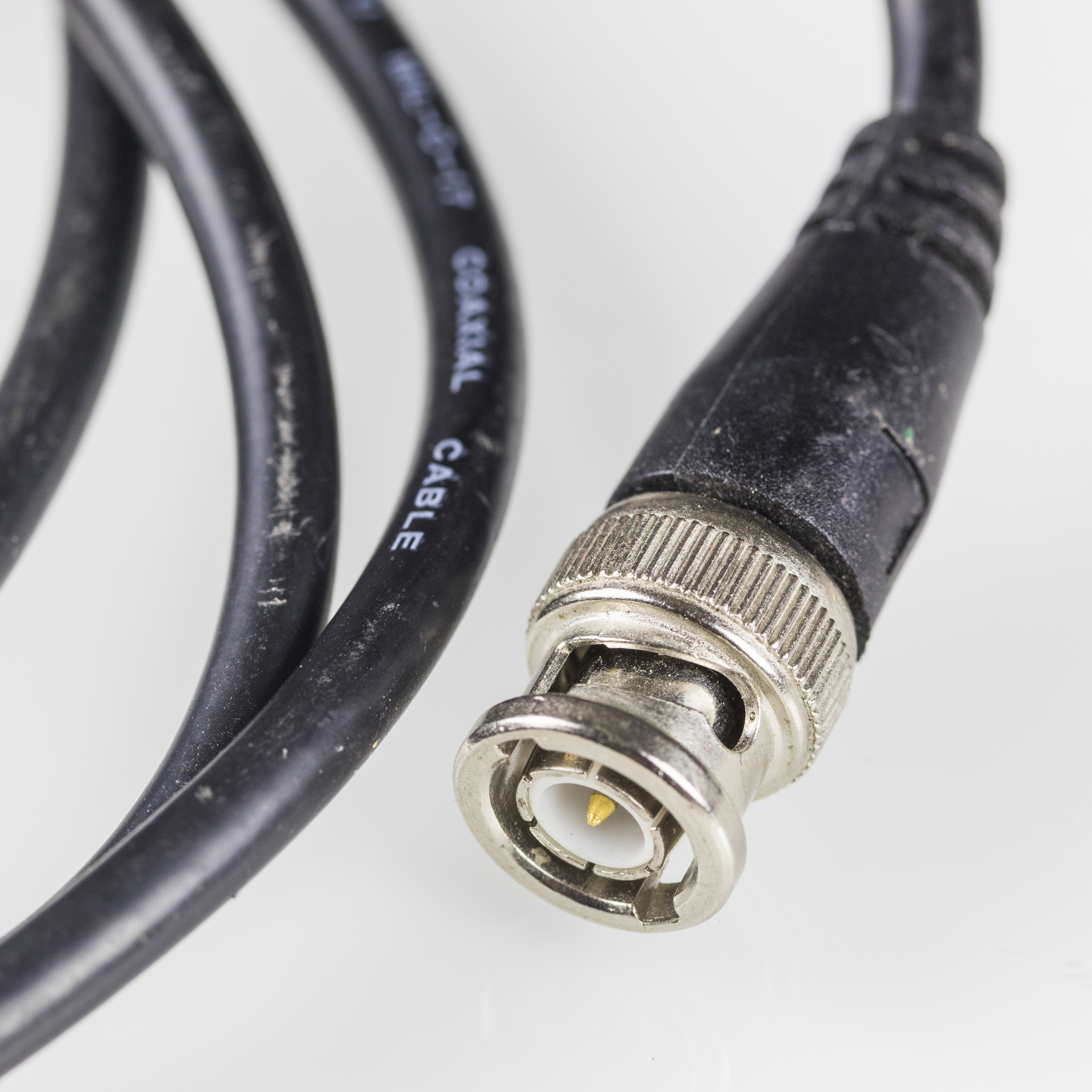
SDI používá pro přenos dat konektor BNC

Serial Digital Interface (SDI) – je druh digitálního video rozhraní, které bylo standardizováno organizací SMPTE (anglicky "The Society of Motion Picture and Television Engineers") v roce 1989 a používá se v profesionálním vysílání pro přenos nekomprimovaného a nekódovaného 800 mV binárního sériového digitálního signálu. K tomuto účelu používá SDI koaxiální a optický kabel s BNC konektorem. V praxi se standardy používají pro propojení a přenos dat mezi profesionálními zařízeními, což bylo aplikováno v rozhlasových a televizních oborech (SDI kodéry, SDI převodníky a další).
Jednou z hlavních vlastností sériového digitálního rozhraní je, že jeho protokol podporuje přenos pomocných paketů pro audio (až čtyři samostatné signály), skryté titulky a časové kódy. SDI přenáší signál z jednoho zdroje do jednoho přijímače a zároveň poskytuje důsledné zpoždění a výkon.

## Kabelové připojení
Pro elektrický přenos standardy sériového digitálního rozhraní se používá koaxiální a optický kabel s impedancí 75 Ω, konektory BNC a úrovněmi ECL. Maximální délka drátového spojení je mezi 70 a 140 metry a závisí na typu, kvalitě bajonetového Neill–Concelman konektoru, a taky na způsobu jeho nalisování na kabel.

## Standardy SDI

#### SD-SDI (SMPTE 259M)
První SD-SDI (ST 259) standard byl představen v roce 1989. Ten podporoval jednolinkový přenos dat bitové rychlostí 270 Mb/s, prokládané 4:2:2 vzorkování chroma kanálu, 10bitový přenos, NRZI kódování a byl použit pro přenos videa kompatibilního s PAL s nízkým rozlišením 720 x 576 s taktovací frekvencí 27 MHz. V roce 1993 byl představen SD-SDI (RP174). Tento standard doznal určitého vylepšení, například "Dual Link" 270 Mb/s bitovou rychlost přenosu dat, progresivní 4:2:2 a RGB 4:4:4 chroma vzorkování.
ED-SDI (SMPTE 344M)
Enhanced Definition SDI byl představen v roce 2000. Standard přenáší a přijímá video a vestavěný zvuk, má jednolinkovou rychlost 540 Mb/s, progresivní 4:2:2 a RGB 4:4:4 vzorkování barev. ED-SDI se používá pro video 480p a 576p 4:3.

#### HD-SDI (SMPTE 292M)
High Definition SDI (ST 292-1) byl představen v roce 1998 a používá se pro 16:9 HDTV systémy. Standard podporuje jednolinkovou přenosovou rychlost 1485 Mb/s. Standard je schopen serializovat a přenášet 10bitová data, která byla vzorkována na 74,25 MHz. HD-SDI (ST 292-1) pracuje s progresivním vzorkováním chroma kanálu 4:2:2.

#### 3G-SDI (SMPTE 424M)
Standard, který byl zaveden v roce 2006, umožňuje přenos elektrického signálu s rychlostí 2,97 Gb/s. 3G-SDI pracuje s progresivním vzorkováním barev 4:2:2 a RGB 4:4:4. Podporuje generování a kontrolu 3G-SDI CRC, stejně jako vkládání a zachycování čísel řádků. Rozhraní 3G-SDI je vyžadováno pro poskytování 1080p/50 videa.

#### 6G-SDI (SMPTE ST-2081)
Rozhraní 6G-SDI bylo standardizováno jako SMPTE ST-2081 v roce 2015. Díky celkové užitečné zátěži 6 Gb/s podporuje 6G-SDI přenos 4k rozlišení a 30 fps videa přes jedno spojení.

#### 12G-SDI (SMPTE ST-2082)
Standard SMPTE ST 2082 byl představen v roce 2015. 12G-SDI má přenosovou rychlost 12 Gb/s, což umožňuje přenos videa v rozlišení 4k 60 fps s vyšší věrností barev.

#### 24G-SDI (SMPTE ST-2083)
24G-SDI představený v roce 2020 a standardizovaný jako ST-2083, který má přenosovou rychlost 24 Gb/s umožňuje přenášet až 8k rozlišení 60 fps videa.

## Rychlost přenosu dat
| Standard      | Název              | Rychlost přenosu dat                   |
| ------------- | ------------------ | -------------------------------------- |
| SMPTE 259M    | SD-SDI             | 143 Mb/s, 177 Mb/s, 270 Mb/s, 360 Mb/s |
| SMPTE 344M    | ED-SDI             | 540 Mb/s                               |
| SMPTE 292M    | HD-SDI             | 1485 Mb/s                              |
| SMPTE 372M    | HD-SDI (Dual Link) | 2.970 Gb/s                             |
| SMPTE 424M    | 3G-SDI             | 2.970 Gb/s                             |
| SMPTE ST-2081 | 6G-SDI             | 6 Gb/s                                 |
| SMPTE ST-2082 | 12G-SDI            | 12 Gb/s                                |
| SMPTE ST-2083 | 24G-SDI            | 24 Gb/s                                |